# 10267 Giuppone
10267 Giuppone è un asteroide della fascia principale. Scoperto nel 1978, presenta un'orbita caratterizzata da un semiasse maggiore pari a 2,8365129 UA e da un'eccentricità di 0,0747768, inclinata di 3,12437° rispetto all'eclittica.
L'asteroide è dedicato a Cristian Giuppone, astronomo argentino.